# Східнословацькі пагорби
Східнословацькі пагорби (Východoslovenská pahorkatina) — гірський масив в Словаччині; геоморфологічна підодиниця масиву Східнословацька низовина. Найвища точка — гора Дубравка (397 метрів). Місце розташування — Пряшівський край і Кошицький край.
Геоморфологічні підодиниці:
- Врановські пагорби
- Залужицькі пагорби
- Лаборецька нива
- Ондавська нива
- Петровське підгір'я
- Підвигорлатські пагорби
- Підсланські пагорби
- Поздішовський хребет
- Топлянська нива